# HD 51411
HD 51411，又名CD-31 3808，SAO 197371、HR 2598，是一颗恒星，视星等为6.36，位于銀經242.21，銀緯-13.03，其B1900.0坐标为赤經6h 52m 7.8s，赤緯-31° -13.03′ 37″。